# GEM Elettronica
La GEM ELETTRONICA s.r.l. è un'azienda che opera nel settore dell'elettronica navale fondata nel 1977 da Giuseppe Merlini ed ha la sua sede principale a San Benedetto del Tronto. 

## Storia
Nata come centro di sviluppo delle tecnologie radar, produce apparati radar e sistemi integrati di bordo, nonché sensori inerziali, girobussole a fibra ottica e software dedicati alla navigazione, al controllo costiero, portuale e aeroportuale oltre ad essere attiva anche nel settore della difesa.

Il radar di navigazione MM/SPN-748 del cacciatorpediniere Ardito

Tra le apparecchiature prodotte dall'azienda, il radar di navigazione MM/SPN-748 che equipaggia sin dagli anni ottanta varie unità della Marina Militare italiana.
Nel 1980 viene prodotta la girobussola meccanica MK.
Nel 2004 inizia la produzione delle girobussole a fibra ottica.
Nel settembre 2013 il Oracle Team USA, vincitore dell'America's Cup, utilizza una girobussola prodotta dalla GEM ELETTRONICA sul suo catamarano.
L'azienda fornisce radar e apparecchiature elettroniche anche alle unità navali della Guardia costiera e della Guardia di finanza italiana.
L'azienda ha due stabilimenti situati nella provincia di Ascoli Piceno: la sede principale con una area riservata ai laboratori di Ricerca e Sviluppo e studi di sensori inerziali di navigazione, e lo stabilimento di Produzione. È presente, inoltre, una terza area operativa di prove dove vengono collaudate e certificate le reali portate delle antenne prodotte dall'azienda.
Il decreto del 29 gennaio 2001 del MIUR pubblicato sulla Gazzetta ufficiale n. 60 del 13-03-2001 colloca la GEM ELETTRONICA tra i laboratori italiani altamente qualificati.

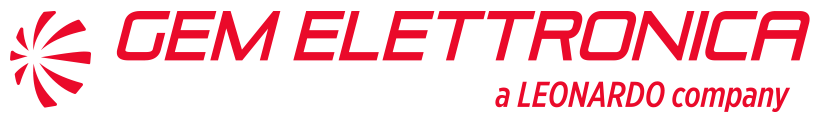

Il 21 aprile 2021 l'azienda Leonardo ha annunciato di avere acquisito una quota di partecipazione, pari al 30%, del capitale sociale di GEM ELETTRONICA. L’intesa prevede la possibilità per Leonardo, da esercitare nel 2024, di acquisire il controllo di GEM aumentando la propria quota di capitale sociale.
Il 23 settembre 2024 l'azienda Leonardo ha annunciato il perfezionamento dell'acquisizione del controllo di GEM ELETTRONICA. 
A seguito della finalizzazione, Leonardo detiene il 65% e il controllo della società. 

## Riconoscimenti
- 2014 — Premio “Guglielmo Marconi”[19][20]